# Artériopathie oblitérante des membres inférieurs
 Mise en garde médicale
L’artériopathie oblitérante de l'aorte et membres inférieurs (AOMI) est définie comme l'obstruction partielle ou totale d'une ou plusieurs artères destinés aux membres inférieurs.
C'est une pathologie fréquente, qui représente l'expression locale d'une maladie générale dont le pronostic est conditionné par les complications cardiaques et cérébrovasculaires, mettant en jeu le pronostic vital du patient. L'expression des manifestations cliniques est variable.
Les formes asymptomatiques sont les plus fréquentes. Elles témoignent aussi d'un haut risque cardiovasculaire. La prévalence de la maladie augmente avec l'âge, pour atteindre plus de 20 % au delà de 70 ans. Elle est identique dans les deux sexes. La claudication intermittente, manifestation typique de l'ischémie d'effort est plus fréquente chez l'homme.[réf. nécessaire]

## Diagnostic
Après une phase sans symptômes associés, la maladie débute par l'apparition d'une douleur d'effort (crampe musculaire), d'une claudication intermittente (douleur à la marche), des douleurs de décubitus. Ensuite, les douleurs deviennent permanentes, souvent nocturnes. La localisation de la douleur dépend de l'artère atteinte. Elle est en règle générale, unilatérale, bien qu'une claudication bilatérale puisse révéler une atteinte de l'aorte. La distance de marche pour laquelle survient une douleur, appelée « périmètre de marche », est un indicateur de l'évolutivité des lésions[réf. souhaitée].
La sévérité de l'atteinte est estimée par la classification de Leriche et Fontaine.
L'artériopathie oblitérante peut être également asymptomatique, le patient ne se plaignant d'aucune gêne. Elle est alors découverte à l'occasion d'examens faits à titre systématique ou pour d'autres raisons.
L'examen clinique peut révéler une diminution ou une abolition d'un pouls périphérique[réf. souhaitée].
À un stade plus avancé, des nécroses ou des ulcères de jambe peuvent survenir.
L'artériopathie peut être classé en 4 stades suivant la classification de Leriche et Fontaine :
- Stade 1 : artérite asymptomatique (aucun signe fonctionnel, pas de douleurs, diminution/abolition d'un pouls, diminution de l'index de pression systolique, souffle à l'auscultation) ;
- Stade 2 : douleur à la marche (claudication) ;
- Stade 3 : douleur au repos dans la journée ou le plus souvent la nuit, voire en permanence ;
- Stade 4 : troubles trophiques (ulcère, gangrène).

## Examens complémentaires
- Échodoppler : cet examen permet d'évaluer la sévérité des lésions et leur localisation en vue d'un geste thérapeutique[1].
- Artériographie : réservée aux patients pour lesquels une revascularisation chirurgicale est envisagée.
- Angioscanner et angio-IRM : utilisés en préopératoire ils tendent à remplacer l'artériographie.

## Évolution
Il s'agit d'une maladie chronique pouvant rester longtemps dans un état stable, surtout si les facteurs de risque sont maîtrisés. Dans certains cas, elle peut se compliquer d'une occlusion brutale d'une artère entraînant un tableau d'ischémie aiguë de membre imposant une prise en charge chirurgicale en urgence.
Dans d'autres cas, la sévérité de l'atteinte et sa chronicité peuvent avoir des conséquences sur l'état du membre, avec formation d'ulcères.
L'artériopathie des membres inférieurs n'est qu'un aspect de l'atteinte artérielle, souvent diffuse, et les complications cardiaques (angine de poitrine, infarctus du myocarde) ou cérébrales (accident vasculaire cérébral) sont fréquentes.

## Traitement
La prise en charge de ces patients a fait l'objet de recommandations publiées par l’American Heart Association et l’American College of Cardiology en 2005 (mise à jour en 2016), par la HAS française en 2006 et par la Société Européenne de Cardiologie, datées de 2024.
Le traitement médical repose sur une correction des facteurs de risque (arrêt du tabagisme ce qui permet l'amélioration des symptômes et une meilleure tolérance à l'effort, prise en charge d'un diabète), et par la poursuite ou la reprise d'une activité physique (marche). L'exercice physique a même un intérêt pour les patients asymptomatiques. La prescription systématique d'une statine à fortes doses, quel que soit le niveau initial du cholestérol, permet de diminuer le risque d'amputation et la mortalité cardiovasculaire.
La sympathectomie lombaire promue par René Leriche au milieu du XXe siècle est aujourd'hui abandonnée.
La prescription d'antiagrégants plaquettaires ne semble pas avoir d'effets directs sur l'artériopathie si elle est asymptomatique. Elle permet par contre de diminuer le risque de survenue d'accidents vasculaires cérébraux et, peut-être, celui d'accidents cardiaques.
Les médicaments vasodilatateurs artériels ont une efficacité minime sur les symptômes, permettant d'améliorer la distance de marche sans douleur (« périmètre de marche »). C'est le cas du naftidrofuryl, ou du cilostazol.
Le traitement chirurgical repose (suivant l'aspect, la localisation et l'étendue des lésions) sur une thromboendartériectomie (retrait de la plaque d'athérome obstruant le vaisseau), le pontage (dérivation du flux sanguin artériel au-delà de l'obstacle), voire une amputation dans les situations les plus graves. [réf. souhaitée]
Un autre traitement est l'angioplastie de l'artère responsable, avec éventuellement mise en place d'un stent (endoprothèse).

## Dépistage
Chez les personnes ayant des facteurs de risque, la mesure de l'index tibiobrachial, consiste à faire le rapport entre la pression systolique prise au brassard au niveau du mollet et au niveau du bras. En cas d'index diminué, la confirmation se fait à l'aide d'une échographie Doppler vasculaire. Cet index a également un intérêt pronostic, sa baisse étant corrélée avec une mortalité cardiovasculaire augmentée.

## Épidémiologie
Il s'agit d'une maladie fréquente qui touche 2 à 3 % des hommes et 1 à 2 % des femmes. L'artérite des membres inférieurs survient habituellement chez l'homme après 60 ans. Si les atteintes asymptomatiques (le patient ne se plaignant de rien) sont prises en compte, la prévalence peut atteindre un peu moins de 10 % des personnes de plus de 55 ans et plus de 10 % des Américains de plus de 60 ans.
Les facteurs de risque sont ceux des maladies cardiovasculaires : âge, sexe masculin, hérédité, diabète (avec atteinte prédominante des artères distales), hypercholestérolémie, hypertension artérielle et tabagisme. Le tabagisme a un rôle particulièrement important, tant dans l'évolution spontanée de la maladie que pour le résultat d'une chirurgie.

## Historique
La claudication intermittente, conséquence de l'artériopathie, a été reconnue pour la première fois chez le cheval en 1831 et chez l'homme en 1846. La maladie est décrite par Jean-Martin Charcot dans une publication datée de 1858.